# Vecchia Parrocchiale di Gries
La vecchia chiesa parrocchiale di Gries (in tedesco Alte Pfarrkirche Gries) nell'omonimo quartiere di Bolzano è una chiesa in stile gotico dedicata alla Vergine.

## Localizzazione
La chiesa è situata nello storico quartiere di Gries a breve distanza dall'omonima piazza. Si erge leggermente sulle pendici di un monte in modo da permettere al campanile di essere visibile a distanza nella campagna. Alla chiesa è annesso un piccolo cimitero storico. Il terreno su cui si erge la chiesa costituisce il più antico nucleo di Gries, che in tempi più antichi veniva chiamato Kellare o Keller ("cantina"), poiché vi era situata una cantina dei vini del capitolo del Duomo di Frisinga che ivi possedeva una tenuta padronale, il Meierhof (ex maso Lofferer, abbattuto nel 1908 per la costruzione dell'attuale scuola elementare di Gries).

## Storia

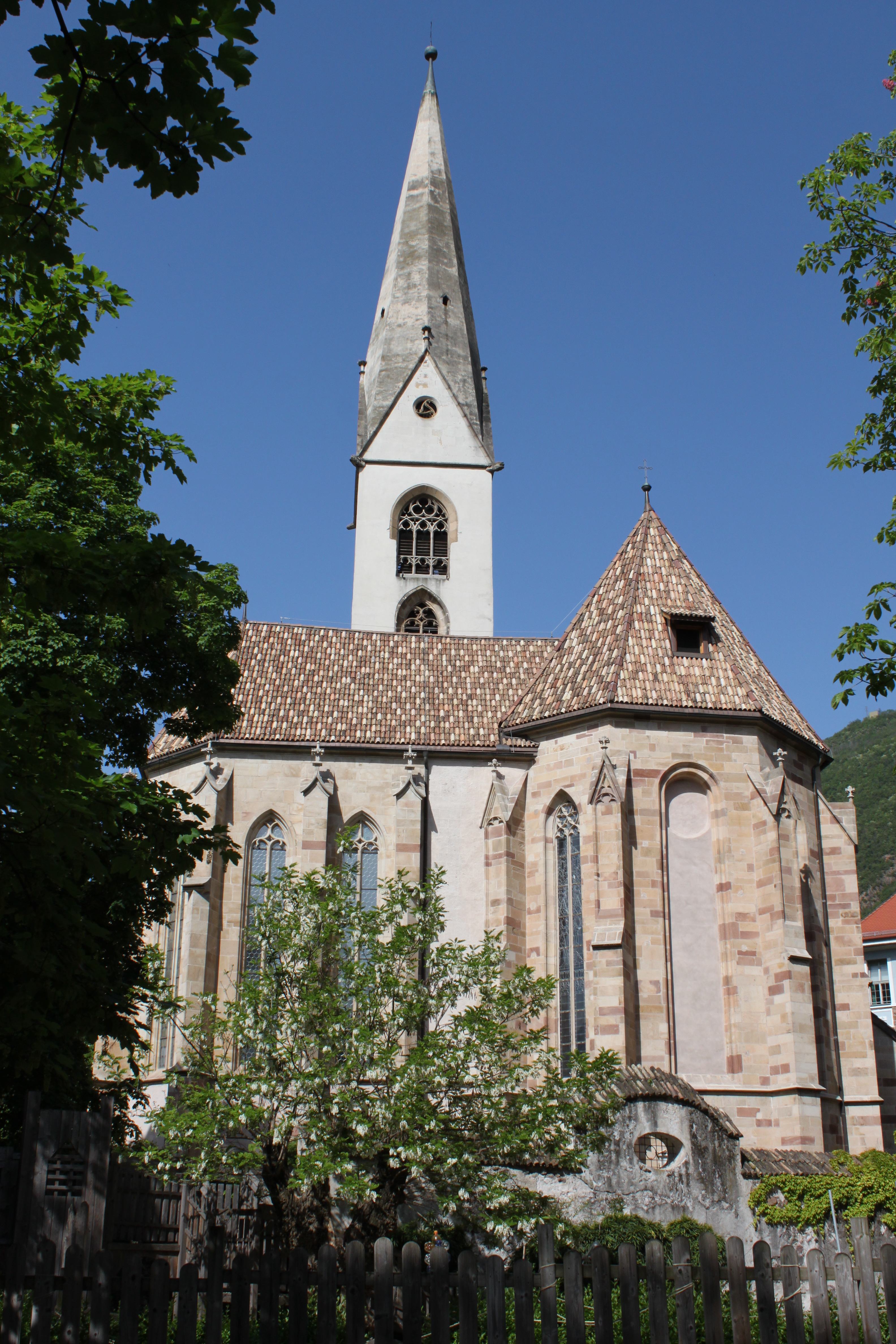
Vecchia parrocchiale di Gries, dal meridione

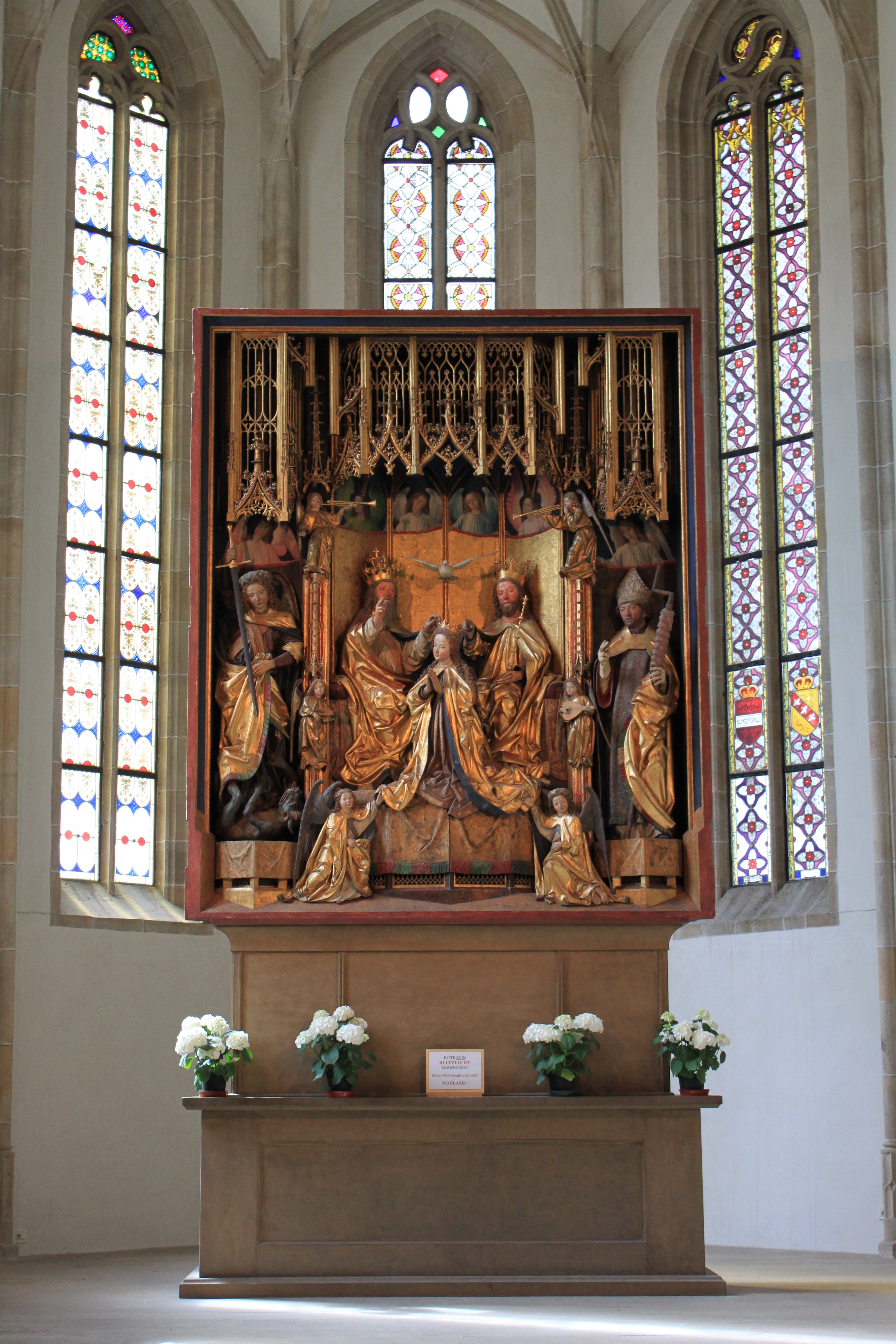
L'Altare di Michael Pacher con lIncoronazione della Vergine.

La chiesa, documentata sin dal 1141, fu costruita in stile romanico e venne successivamente rinnovata in stile gotico. Alcune parti interne della chiesa conservano caratteristiche romaniche.
Nel 2008 sono stati scoperti importanti rendiconti, unici nel loro genere per l'area tirolese e trentina, del primo Quattrocento (1422-1440).

## Caratteristiche
La vecchia parrocchiale di Gries conserva pregiati tesori artistici, il più importante dei quali è l'altare ligneo a trittico intagliato realizzato dal celebre scultore pusterese Michael Pacher. All'interno è conservato anche un pregevole crocifisso romanico risalente al primo Duecento.